# Ski de fond aux Jeux olympiques de 2014 – Sprint hommes
Navigation
Vancouver 2010 Pyeongchang 2018
L'épreuve masculine de sprint du ski de fond aux Jeux olympiques de 2014 a eu lieu le 11 février 2014 au complexe de ski de fond et de biathlon Laura. 

## Médaillés
| Or                        | Argent                | Bronze             |
| Ola Vigen Hattestad (NOR) | Teodor Peterson (SWE) | Emil Jönsson (SWE) |

## Résultats
Q — qualifié pour la manche suivante
LL — lucky loser
PF — photo finish

### Qualifications
Q — qualifiés pour les quarts de finale
| Rang | Dossard | Athlète                  | Nationalité        | Temps         | Retard         | Note |
| ---- | ------- | ------------------------ | ------------------ | ------------- | -------------- | ---- |
| 1    | 1       | Ola Vigen Hattestad      | Norvège            | 3 min 28 s 35 | —              | Q    |
| 2    | 5       | Sergueï Oustiougov       | Russie             | 3 min 30 s 26 | +1 s 91        | Q    |
| 3    | 6       | Federico Pellegrino      | Italie             | 3 min 30 s 38 | +2 s 03        | Q    |
| 4    | 10      | Anders Gløersen          | Norvège            | 3 min 30 s 41 | +2 s 06        | Q    |
| 5    | 9       | Emil Jönsson             | Suède              | 3 min 30 s 77 | +2 s 42        | Q    |
| 6    | 20      | Teodor Peterson          | Suède              | 3 min 31 s 43 | +3 s 08        | Q    |
| 7    | 8       | Eirik Brandsdal          | Norvège            | 3 min 32 s 53 | +4 s 18        | Q    |
| 8    | 26      | Bernhard Tritscher       | Autriche           | 3 min 32 s 60 | +4 s 25        | Q    |
| DSQ  | 18      | Alexei Petukhov          | Russie             | 3 min 32 s 67 | +4 s 32        | Q    |
| 10   | 17      | Calle Halfvarsson        | Suède              | 3 min 33 s 11 | +4 s 76        | Q    |
| 11   | 13      | Nikita Kriukov           | Russie             | 3 min 34 s 04 | +5 s 69        | Q    |
| 12   | 4       | Martti Jylhä             | Finlande           | 3 min 34 s 49 | +6 s 14        | Q    |
| 13   | 38      | Dario Cologna            | Suisse             | 3 min 35 s 03 | +6 s 68        | Q    |
| 14   | 28      | Renaud Jay               | France             | 3 min 35 s 16 | +6 s 81        | Q    |
| 15   | 56      | Marcus Hellner           | Suède              | 3 min 35 s 38 | +7 s 03        | Q    |
| 16   | 3       | Petter Northug           | Norvège            | 3 min 35 s 44 | +7 s 09        | Q    |
| 17   | 11      | Andrew Newell            | États-Unis         | 3 min 35 s 52 | +7 s 17        | Q    |
| 18   | 44      | David Hofer              | Italie             | 3 min 35 s 68 | +7 s 33        | Q    |
| 19   | 14      | Alex Harvey              | Canada             | 3 min 36 s 08 | +7 s 73        | Q    |
| 20   | 22      | Anton Gafarov            | Russie             | 3 min 36 s 10 | +7 s 75        | Q    |
| 21   | 15      | Simi Hamilton            | États-Unis         | 3 min 36 s 12 | +7 s 77        | Q    |
| 22   | 36      | Cyril Miranda            | France             | 3 min 36 s 59 | +8 s 24        | Q    |
| 23   | 2       | Jöri Kindschi            | Suisse             | 3 min 36 s 89 | +8 s 54        | Q    |
| 24   | 30      | Harald Wurm              | Autriche           | 3 min 37 s 18 | +8 s 83        | Q    |
| 25   | 37      | Ville Nousiainen         | Finlande           | 3 min 37 s 52 | +9 s 17        | Q    |
| 26   | 39      | Sun Qinghai              | Chine              | 3 min 37 s 71 | +9 s 36        | Q    |
| 27   | 27      | Andrew Musgrave          | Grande-Bretagne    | 3 min 37 s 75 | +9 s 40        | Q    |
| 28   | 19      | Tim Tscharnke            | Allemagne          | 3 min 37 s 75 | +9 s 40        | Q    |
| 29   | 35      | Cyril Gaillard           | France             | 3 min 37 s 86 | +9 s 51        | Q    |
| 30   | 25      | Nikolay Chebotko         | Kazakhstan         | 3 min 37 s 88 | +9 s 53        | Q    |
| 31   | 12      | Josef Wenzl              | Allemagne          | 3 min 38 s 10 | +9 s 75        |      |
| 32   | 61      | Thomas Bing              | Allemagne          | 3 min 38 s 30 | +9 s 95        |      |
| 33   | 52      | Roman Ragozin            | Kazakhstan         | 3 min 38 s 56 | 10 s 21        |      |
| 34   | 24      | Anssi Pentsinen          | Finlande           | 3 min 38 s 66 | 10 s 31        |      |
| 35   | 16      | Sebastian Eisenlauer     | Allemagne          | 3 min 39 s 00 | 10 s 65        |      |
| 36   | 32      | Len Väljas               | Canada             | 3 min 39 s 87 | 11 s 52        |      |
| 37   | 42      | Torin Koos               | États-Unis         | 3 min 40 s 27 | 11 s 92        |      |
| 37   | 48      | Dietmar Nöckler          | Italie             | 3 min 40 s 27 | 11 s 92        |      |
| 39   | 54      | Erik Bjornsen            | États-Unis         | 3 min 40 s 39 | 12 s 04        |      |
| 40   | 31      | Baptiste Gros            | France             | 3 min 40 s 54 | 12 s 19        |      |
| 41   | 50      | Dušan Kožíšek            | République tchèque | 3 min 40 s 56 | 12 s 21        |      |
| 42   | 49      | Andrew Young             | Grande-Bretagne    | 3 min 40 s 68 | 12 s 33        |      |
| 43   | 43      | Juho Mikkonen            | Finlande           | 3 min 40 s 72 | 12 s 37        |      |
| 44   | 41      | Enrico Nizzi             | Italie             | 3 min 40 s 89 | 12 s 54        |      |
| 45   | 33      | Yuichi Onda              | Japon              | 3 min 40 s 98 | 12 s 63        |      |
| 46   | 55      | Max Hauke                | Autriche           | 3 min 41 s 55 | 13 s 20        |      |
| 47   | 7       | Jovian Hediger           | Suisse             | 3 min 42 s 34 | 13 s 99        |      |
| 48   | 58      | Michail Semenov          | Biélorussie        | 3 min 42 s 93 | 14 s 58        |      |
| 49   | 29      | Aleš Razým               | République tchèque | 3 min 43 s 24 | 14 s 89        |      |
| 50   | 62      | Ruslan Perekhoda         | Ukraine            | 3 min 43 s 61 | 15 s 26        |      |
| 51   | 45      | Raido Ränkel             | Estonie            | 3 min 43 s 82 | 15 s 47        |      |
| 52   | 34      | Peeter Kümmel            | Estonie            | 3 min 44 s 03 | 15 s 68        |      |
| 53   | 51      | Jesse Cockney            | Canada             | 3 min 44 s 36 | 16 s 01        |      |
| 54   | 64      | Martin Møller            | Danemark           | 3 min 44 s 38 | 16 s 03        |      |
| 55   | 53      | Phillip Bellingham       | Australie          | 3 min 45 s 65 | 17 s 30        |      |
| 56   | 40      | Devon Kershaw            | Canada             | 3 min 45 s 77 | 17 s 42        |      |
| 57   | 63      | Sebastian Gazurek        | Pologne            | 3 min 46 s 12 | 17 s 77        |      |
| 58   | 46      | Denis Volotka            | Kazakhstan         | 3 min 46 s 92 | 18 s 57        |      |
| 59   | 47      | Siim Sellis              | Estonie            | 3 min 48 s 06 | 19 s 71        |      |
| 60   | 69      | Imanol Rojo              | Espagne            | 3 min 48 s 44 | 20 s 09        |      |
| 61   | 65      | Arvis Liepiņš            | Lettonie           | 3 min 49 s 28 | 20 s 93        |      |
| 62   | 77      | Callum Smith             | Grande-Bretagne    | 3 min 50 s 13 | 21 s 78        |      |
| 63   | 78      | Milanko Petrović         | Serbie             | 3 min 50 s 20 | 21 s 85        |      |
| 64   | 68      | Andrey Gridin            | Bulgarie           | 3 min 50 s 57 | 22 s 22        |      |
| 65   | 71      | Paul Constantin Pepene   | Roumanie           | 3 min 51 s 54 | 23 s 19        |      |
| 66   | 57      | Peter Mlynár             | Slovaquie          | 3 min 51 s 76 | 23 s 41        |      |
| 67   | 21      | Maciej Starega           | Pologne            | 3 min 51 s 84 | 23 s 49        |      |
| 68   | 74      | Florin Daniel Pripici    | Roumanie           | 3 min 52 s 68 | 24 s 33        |      |
| 69   | 75      | Edi Dadic                | Croatie            | 3 min 52 s 89 | 24 s 54        |      |
| 70   | 73      | Vytautas Strolia         | Lituanie           | 3 min 55 s 48 | 27 s 13        |      |
| 71   | 60      | Jānis Paipals            | Lettonie           | 3 min 56 s 21 | 27 s 86        |      |
| 72   | 72      | Sævar Birgisson          | Islande            | 3 min 59 s 50 | 31 s 15        |      |
| 73   | 67      | Milan Szabo              | Hongrie            | 3 min 59 s 68 | 31 s 33        |      |
| 74   | 80      | Apóstolos Angelís        | Grèce              | 4 min 01 s 87 | 33 s 52        |      |
| 75   | 79      | Sabahattin Oğlago        | Turquie            | 4 min 02 s 03 | 33 s 68        |      |
| 76   | 81      | Rejhan Šmrković          | Serbie             | 4 min 02 s 28 | 33 s 93        |      |
| 77   | 83      | Victor Pînzaru           | Moldavie           | 4 min 04 s 91 | 36 s 56        |      |
| 78   | 86      | Darko Damjanovski        | Macédoine          | 4 min 08 s 56 | 40 s 21        |      |
| 79   | 66      | Kari Peters              | Luxembourg         | 4 min 13 s 08 | 44 s 73        |      |
| 80   | 82      | Leandro Ribela           | Brésil             | 4 min 21 s 12 | 52 s 77        |      |
| 81   | 70      | Oleksii Krasovskyi       | Ukraine            | 4 min 35 s 08 | +1 min 06 s 73 |      |
| 82   | 85      | Mladen Plakalović        | Bosnie-Herzégovine | 4 min 40 s 64 | +1 min 12 s 29 |      |
| 83   | 23      | Roman Schaad             | Suisse             | 4 min 56 s 63 | +1 min 28 s 28 |      |
| 84   | 84      | Yonathan Jesus Fernandez | Chili              | 4 min 58 s 63 | +1 min 30 s 28 |      |
| 85   | 76      | Callum Watson            | Australie          | 5 min 29 s 62 | +2 min 01 s 27 |      |
|      | 59      | Xu Wenlong               | Chine              | DNF           |                |      |

### Quarts de finale
| Rang | Dossard | Athlète             | Nationalité | Temps         | Retard  | Note |
| ---- | ------- | ------------------- | ----------- | ------------- | ------- | ---- |
| 1    | 1       | Ola Vigen Hattestad | Norvège     | 3 min 37 s 99 | —       | Q    |
| 2    | 20      | Anton Gafarov       | Russie      | 3 min 38 s 52 | +0 s 53 | Q    |
| 3    | 11      | Nikita Kriukov      | Russie      | 3 min 39 s 10 | +1 s 11 | PF   |
| 4    | 10      | Calle Halfvarsson   | Suède       | 3 min 39 s 13 | +1 s 14 | PF   |
| 5    | 30      | Nikolay Chebotko    | Kazakhstan  | 3 min 39 s 66 | +1 s 67 |      |
| 6    | 21      | Simi Hamilton       | États-Unis  | 3 min 39 s 83 | +1 s 84 |      |

| Rang | Dossard | Athlète         | Nationalité     | Temps         | Retard  | Note |
| ---- | ------- | --------------- | --------------- | ------------- | ------- | ---- |
| 1    | 4       | Anders Gløersen | Norvège         | 3 min 36 s 28 | —       | Q    |
| 2    | 7       | Eirik Brandsdal | Norvège         | 3 min 36 s 59 | +0 s 31 | Q    |
| 3    | 14      | Renaud Jay      | France          | 3 min 37 s 00 | +0 s 72 |      |
| 4    | 17      | Andrew Newell   | États-Unis      | 3 min 37 s 12 | +0 s 84 |      |
| 5    | 24      | Harald Wurm     | Autriche        | 3 min 38 s 32 | +2 s 04 |      |
| 6    | 27      | Andrew Musgrave | Grande-Bretagne | 3 min 48 s 69 | 12 s 41 |      |

| Rang | Dossard | Athlète          | Nationalité | Temps         | Retard  | Note |
| ---- | ------- | ---------------- | ----------- | ------------- | ------- | ---- |
| 1    | 5       | Emil Jönsson     | Suède       | 3 min 33 s 20 | —       | Q    |
| 2    | 6       | Teodor Peterson  | Suède       | 3 min 33 s 34 | +0 s 14 | Q    |
| 3    | 15      | Marcus Hellner   | Suède       | 3 min 33 s 62 | +0 s 42 | LL   |
| 4    | 17      | Petter Northug   | Norvège     | 3 min 36 s 70 | +3 s 50 | LL   |
| 5    | 25      | Ville Nousiainen | Finlande    | 3 min 40 s 84 | +7 s 64 |      |
| 6    | 26      | Sun Qinghai      | Chine       | 3 min 47 s 26 | 14 s 06 |      |

| Rang | Dossard | Athlète            | Nationalité | Temps         | Retard  | Note |
| ---- | ------- | ------------------ | ----------- | ------------- | ------- | ---- |
| 1    | 2       | Sergueï Oustiougov | Russie      | 3 min 36 s 14 | —       | Q    |
| DSQ  | 9       | Alexei Petukhov    | Russie      | 3 min 36 s 39 | +0 s 25 | Q    |
| 3    | 22      | Cyril Miranda      | France      | 3 min 37 s 57 | +1 s 43 |      |
| 4    | 19      | Alex Harvey        | Canada      | 3 min 37 s 89 | +1 s 75 |      |
| 5    | 12      | Martti Jylhä       | Finlande    | 3 min 37 s 98 | +1 s 84 |      |
| 6    | 29      | Cyril Gaillard     | France      | 3 min 40 s 77 | +4 s 63 |      |

| Rang | Dossard | Athlète             | Nationalité | Temps         | Retard  | Note  |
| ---- | ------- | ------------------- | ----------- | ------------- | ------- | ----- |
| 1    | 3       | Federico Pellegrino | Italie      | 3 min 43 s 97 | —       | Q, PF |
| 2    | 8       | Bernhard Tritscher  | Autriche    | 3 min 44 s 01 | +0 s 04 | Q, PF |
| 3    | 18      | David Hofer         | Italie      | 3 min 44 s 87 | +0 s 90 |       |
| 4    | 28      | Tim Tscharnke       | Allemagne   | 3 min 46 s 81 | +2 s 84 |       |
| 5    | 23      | Jöri Kindschi       | Suisse      | 3 min 47 s 94 | +3 s 97 |       |
| 6    | 13      | Dario Cologna       | Suisse      | 4 min 39 s 69 | 55 s 72 |       |

### Demi-finales
| Rang | Dossard | Athlète             | Nationalité | Temps         | Retard         | Note   |
| ---- | ------- | ------------------- | ----------- | ------------- | -------------- | ------ |
| 1    | 1       | Ola Vigen Hattestad | Norvège     | 3 min 36 s 33 | —              | Q      |
| 2    | 6       | Teodor Peterson     | Suède       | 3 min 36 s 48 | +0 s 15        | Q      |
| 3    | 4       | Anders Gløersen     | Norvège     | 3 min 36 s 95 | +0 s 62        | LL, PF |
| 4    | 15      | Marcus Hellner      | Suède       | 3 min 36 s 98 | +0 s 65        | LL, PF |
| 5    | 7       | Eirik Brandsdal     | Norvège     | 3 min 37 s 09 | +0 s 76        |        |
| 6    | 20      | Anton Gafarov       | Russie      | 6 min 25 s 95 | +2 min 49 s 62 |        |

| Rang | Dossard | Athlète             | Nationalité | Temps         | Retard  | Note  |
| ---- | ------- | ------------------- | ----------- | ------------- | ------- | ----- |
| 1    | 2       | Sergueï Oustiougov  | Russie      | 3 min 37 s 37 | —       | Q, PF |
| 2    | 5       | Emil Jönsson        | Suède       | 3 min 37 s 43 | +0 s 06 | Q, PF |
| 3    | 8       | Bernhard Tritscher  | Autriche    | 3 min 37 s 64 | +0 s 27 |       |
| DSQ  | 9       | Alexei Petukhov     | Russie      | 3 min 37 s 89 | +0 s 52 |       |
| 5    | 16      | Petter Northug      | Norvège     | 3 min 54 s 28 | 16 s 91 |       |
| 6    | 3       | Federico Pellegrino | Italie      | 3 min 55 s 99 | 18 s 62 |       |

### Finale
La finale a lieu à 14:40.
| Rang                                | Dossard | Athlète             | Nationalité | Temps         | Retard         | Note |
| ----------------------------------- | ------- | ------------------- | ----------- | ------------- | -------------- | ---- |
| Médaille d'or, Jeux olympiques      | 1       | Ola Vigen Hattestad | Norvège     | 3 min 38 s 39 | —              |      |
| Médaille d'argent, Jeux olympiques  | 6       | Teodor Peterson     | Suède       | 3 min 39 s 61 | +1 s 22        |      |
| Médaille de bronze, Jeux olympiques | 5       | Emil Jönsson        | Suède       | 3 min 58 s 13 | 19 s 74        |      |
| 4                                   | 4       | Anders Gløersen     | Norvège     | 4 min 02 s 05 | 23 s 66        |      |
| 5                                   | 2       | Sergueï Oustiougov  | Russie      | 4 min 32 s 48 | 54 s 09        |      |
| 6                                   | 15      | Marcus Hellner      | Suède       | 5 min 24 s 31 | +1 min 45 s 92 |      |